# Équipe de France de football en 1932
Chronologie
Saison précédente Saison suivante
L'équipe de France joue sept matches en 1932 pour une victoire, un nul et cinq défaites. 
En juin 1932, l'équipe de France effectue une tournée dans les Balkans. Elle est défaite par la Yougoslavie le 5 juin mais remporte une victoire contre la Bulgarie quatre jours plus tard avec un quadruplé de Jean Sécember. Enfin,l'équipe de France s'incline 6 à 3 face à la Roumanie le 12 juin.

## Les matchs
| Date          | Stade                                           | Adversaire  | Score | Comp | Buteurs français                              |
| 20 mars 1932  | Stade Neufeld Berne, Suisse                     | Suisse      | N 3-3 | A    | Libérati (15e), Veinante (69e), Bardot (71e)  |
| 10 avril 1932 | Stade olympique Yves-du-Manoir Colombes, France | Italie      | D 1-2 | A    | Libérati (11e)                                |
| 1er mai 1932  | Heysel Bruxelles, Belgique                      | Belgique    | D 2-5 | A    | Pavillard (48e) & Sécember (82e)              |
| 8 mai 1932    | Stade olympique Yves-du-Manoir Colombes, France | Écosse      | D 1-3 | A    | Langiller (43epen)                            |
| 5 juin 1932   | Beogradski S.K. Belgrade, Yougoslavie           | Yougoslavie | D 1-2 | A    | Alcazar (1er)                                 |
| 9 juin 1932   | Younak Sofia, Bulgarie                          | Bulgarie    | V 5-3 | A    | Rodriguez (1er), Sécember (6e, 16e, 28e, 47e) |
| 12 juin 1932  | Bucarest, Roumanie                              | Roumanie    | D 3-6 | A    | Chardar (52epen), Rolhion (53e & 68e)         |

A : match amical.

## Les joueurs
| Joueurs                                                         |    |     |    |    |     |     |     |
| Gardiens de but                                                 |    |     |    |    |     |     |     |
| Alexis Thépot (Red Star Olympique)                              | 90 |     |    | 90 |     |     |     |
| André Tassin (Racing Club de France) (uniques sélections)       |    | 90  | 90 |    | 45  | 62  | 90  |
| Raoul Chaisaz (Stade français) (uniques sélections)             |    |     |    |    | r45 | r28 |     |
| Défenseurs                                                      |    |     |    |    |     |     |     |
| André Chardar (FC Sète)                                         | 90 | 90  | 90 | 90 | 90  | 90  | 90  |
| Manuel Anatol (Racing Club de France)                           | 90 | 90  | 90 | 90 |     |     |     |
| Jacques Mairesse (Red Star Olympique)                           |    |     |    |    | 90  |     | 90  |
| Georges Houyvet (Havre AC) (1reet dernière sélection)           |    |     |    |    |     | 90  |     |
| Milieux                                                         |    |     |    |    |     |     |     |
| Émile Scharwath (AS Strasbourg) (1resélection)                  | 90 | 90  | 90 | 90 | 90  | 90  | 90  |
| Joseph Kaucsar (SO Montpellier)                                 | 90 | 90  | 90 | 90 | 90  | 90  | 90  |
| Jules Cottenier (RC Roubaix) (1resélection)                     | 90 |     |    |    |     |     |     |
| Jean Laurent (FC Sochaux) (dernières sélections)                |    | 90  | 90 | 90 | 90  | 90  | 90  |
| Attaquants                                                      |    |     |    |    |     |     |     |
| Ernest Libérati (Amiens AC/SC Fives)                            | 90 | 90  | 90 | 90 | 90  | 90  | 90  |
| Marcel Langiller (Excelsior AC)                                 | 90 | 90  | 90 | 90 |     |     |     |
| Lucien Laurent (FC Sochaux)                                     | 90 | 90  |    |    |     |     |     |
| Charles Bardot (AS Cannes) (dernières sélections)               | 90 | 90  |    |    |     |     |     |
| Émile Veinante (Racing Club de France)                          | 90 |     | 90 |    |     |     |     |
| Adolphe Touffait (Stade rennais UC) (1reet dernière sélection)  |    | 15  |    |    |     |     |     |
| Edmond Delfour (Racing Paris) (15esélection)                    |    | r75 |    |    |     |     |     |
| Jean Sécember (US Tourquennoise) (1resélection)                 |    |     | 90 |    |     | 90  | 90  |
| Henri Pavillard (Stade français) (14eet dernière sélection)     |    |     | 90 |    |     |     |     |
| Joseph Alcazar (Olympique de Marseille)                         |    |     |    | 90 | 90  | 75  | 90  |
| Robert Mercier (Club français) (3esélection)                    |    |     |    | 90 |     |     |     |
| René Gérard (SO Montpellier) (1resélection)                     |    |     |    | 90 |     |     |     |
| Pierre Korb (FC Mulhouse)                                       |    |     |    |    | 90  | 90  | 90  |
| Roger Rolhion (SO Montpellier)                                  |    |     |    |    | 90  |     | r48 |
| Jacques Delannoy (Olympique lillois) (1reet dernière sélection) |    |     |    |    | 90  |     |     |
| Joseph Rodriguez (Olympique d'Antibes FC) (uniques sélections)  |    |     |    |    |     | 90  | 42  |